# Брахма
Вижте пояснителната страница за други значения на Брахма.
Бог Брахма (санскрит: ब्रह्मा; IAST: Brahmā) е върховният индуистки бог (deva) на сътворението, създател на Космоса и част от божествената троица – Тримурти, заедно с бог Вишну (санскрит: विष्णु) и бог Шива (санскрит: शिव). Не трябва да се бърка с имперсоналното космическо и духовно начало Брахман (коренът на двете думи е един и същ).
Той е представен като мъж оцветен в червено с четири лица и четири ръце всяка от които държи част от Ведите.
Енергията на Брахма и негова съпруга в митологията е Сарасвати, богиня на изкуствата и познанието. Брахма и Сарасвати са огъня, техен символ е звездата, планета – Меркурий, ден – сряда, цвят – жълт, скъпоценен камък – топаз.